# Flaming Fire
Flaming Fire è il nome di una band di tipo arts collective di rock sperimentale americana fondata a Brooklyn nel 2000.
Oltre che per la loro musica, gli artisti, sono noti per essere comparsi in alcuni film e fumetti e soprattutto per la cosiddetta "Bibbia illustrata dei Flaming fire" (considerata come la più grande Bibbia illustrata al mondo).
Grazie alla loro crescente fama i loro progetti sono stati menzionati in alcune riviste di un certo livello come: il New York Times, l'Arthur Magazine, il The New Yorker, il Vice Magazine, il Boston Globe, il Venus Magazine, il The Omaha World Herald, il The Omaha Reader, il Lincoln Journal Star, il Blastitude, il Dead Angel, il Mick Mercer's The Mick e il Baltimore City Paper.
La voce solista del gruppo è il vignettista Lauren Weinstein che canta i testi ideati da Patrick Hambrecht, lo scrittore della band.
Hambrecht, facente parte della Southern Baptist Convention (SBC) originario della città di Papillion in Nebraska, si è trasferito a New York nel 1996.
La loro musica è stata definita come un misto fra Folk psichedelico, Rumorismo e Musica pop, simile allo stile del New Weird America ma con un tono più aggressivo. La versione precedente del gruppo Rock Rock Chicken Pox, rese note figure come Dame Darcy e alcuni membri del Laddio Bolocko
La band, nonostante i numerosi anni di attività conta solo tre album: Get Old and Die with Flaming Fire, Songs from the Shining Temple and When the High Bell Rings.
Nel dicembre 2009 gli artisti facenti parte del gruppo organizzarono uno show artistico natalizio da tenere a Brooklyn, l'evento, sponsorizzato dalle società "Atlantic Assets" e "Issue Project Room" portava il titolo "The Flaming Fire Temple Presents: Eternal Christmas – A Yuletide Dreamland". Lo show presentò varie visual art di molti membri della band fra cui Camilla Ha, Dame Darcy, Dewanatron, Lauren Weinstein, Jared Whitham, Patrick Smith, Alyssa Taylor Wendt e Jenny Gonzalez-Blitz. Ogni notte, le performance di molti amici della banda furono trasmesse in diretta da LYDSOD. I fatti relativi allo spettacolo, sono stati menzionati in articoli del Vice Magazine e dal New York Times.
Altre fonti
- Intervista del New Yorker: http://www.newyorker.com/arts/events/nightlife/2007/03/26/070326goni_GOAT_nightlife?currentPage=2
- Interviste del Vice Megazine: https://web.archive.org/web/20090425093807/http://vice.typepad.com/vice_magazine/2007/01/new_york_flamin.html
- Interviste del New York Times: https://query.nytimes.com/gst/fullpage.html?res=9E01E6DA153AF933A15757C0A9659C8B63&sec=&spon=
- Articoli Vice Megazine sull'evento: https://www.viceland.com/blogs/en/2009/12/16/flaming-fire-presents-eternal-christmas-a-yuletide-dreamland/[collegamento interrotto]
- Blog del New York Times: https://archive.is/20130104092609/http://fort-greene.thelocal.nytimes.com/2009/12/18/snow-drives-back-the-foot-thats-slow/